# Makrakomi
Makrakomi (in greco Μακρακώμη?) è un comune della Grecia situato nella periferia della Grecia Centrale (unità periferica della Ftiotide) con 17 912 abitanti secondo i dati del censimento 2001.
A seguito della riforma amministrativa detta Programma Callicrate in vigore dal gennaio 2011 che ha abolito le prefetture e accorpato numerosi comuni, la superficie del comune è ora di 837 km² e la popolazione è passata da 7 132  a 17 912 abitanti.